# بسيك (فلم)
بسيك (بالإنجليزية:Basic)، هو فيلم إثارة أمريكي-ألماني، أنتج سنة 2003، من بطولة جون ترافولتا وصامويل جاكسون وكوني نيلسن، وإخراج جون مكتيرنان.

## القصة
توم هاردي (جون ترافولتا) هو عميل لدى إدارة مكافحة المخدرات يتم إرساله إلى بنما للتحقيق في اختفاء مجموعة من متدربي قوات الصاعقة البرية الأمريكية وقائدهم الرقيب نيثن ويست (صامويل جاكسون) الذين ذهبوا إلى بنما للتدريب.

## وصلات خارجية
- Official site
- مقالات تستعمل روابط فنية بلا صلة مع ويكي بيانات